# Maison de Pallas
La maison de Pallas (finnois : Pallaksen talo) est un bâtiment du quartier de Pokkinen de la ville d'Oulu en Finlande.

## Présentation
L'immeuble situé Kirkkokatu 8, connu sous le nom de maison de Pallas, porte le nom de Pallas Athéna, la déesse protectrice de la ville d’Athènes.
Conçue par Valter Thomé, sa construction est achevée en 1907 et elle est l’une des plus anciens bâtiments d’Oulu.

## Galerie

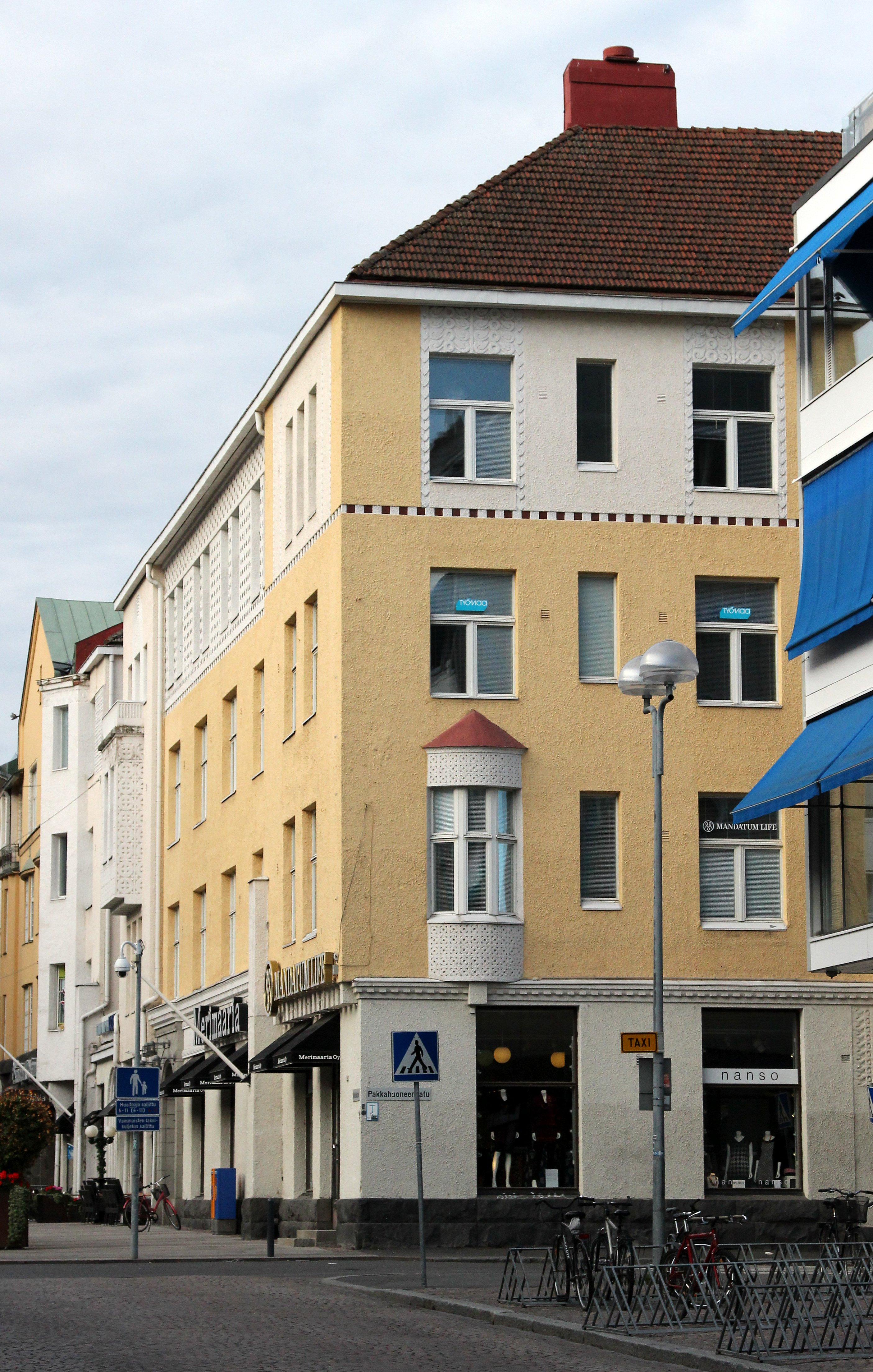
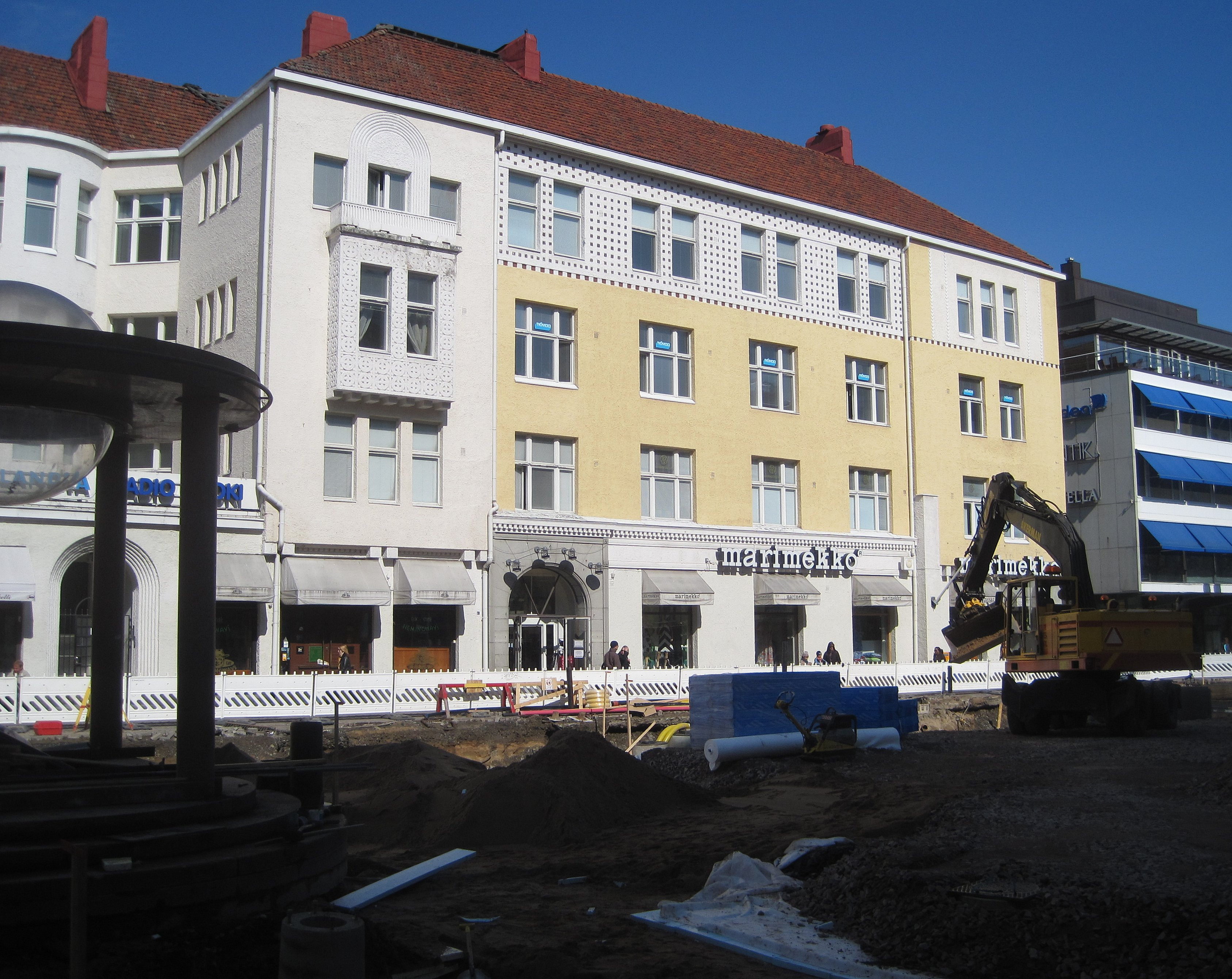
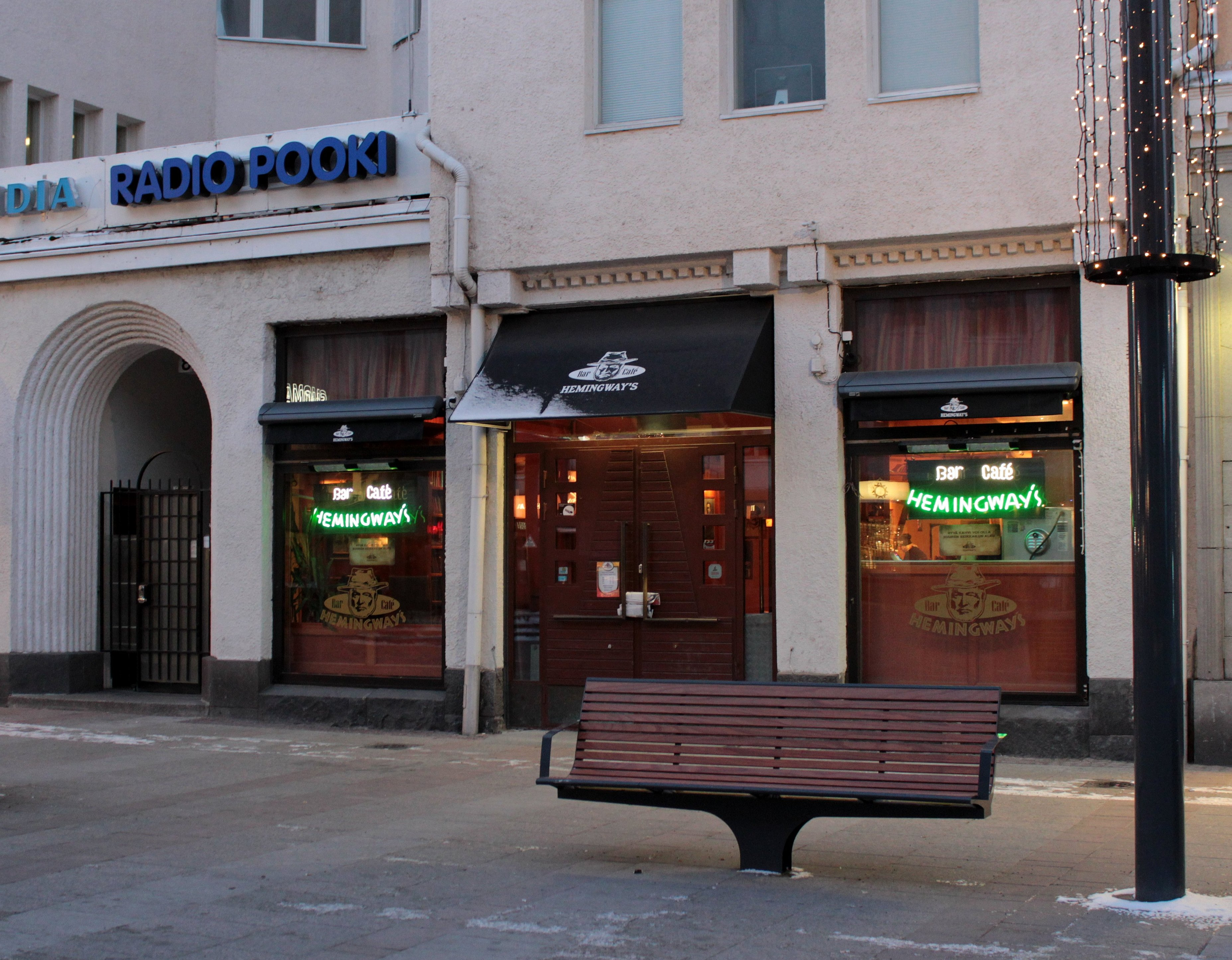
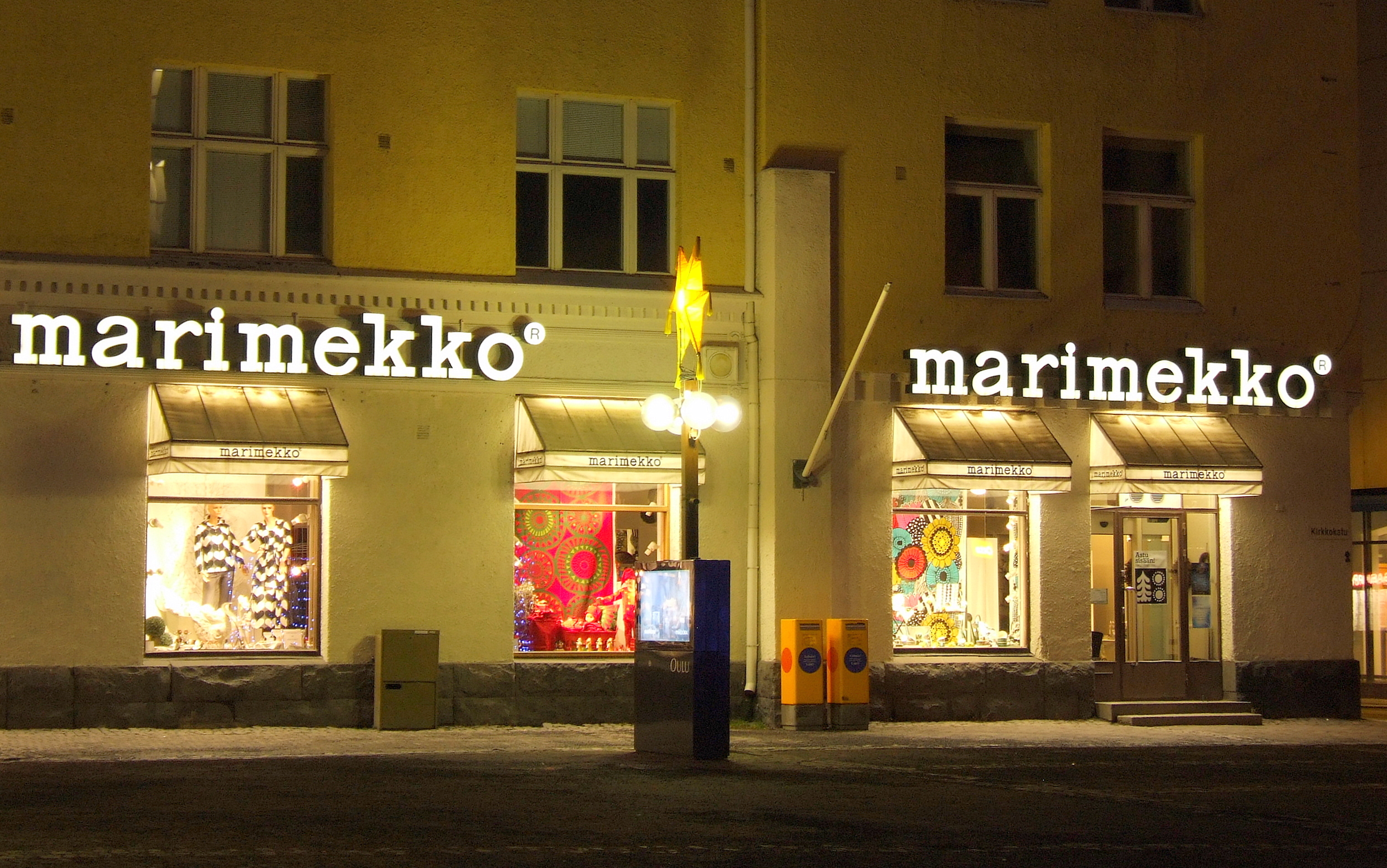
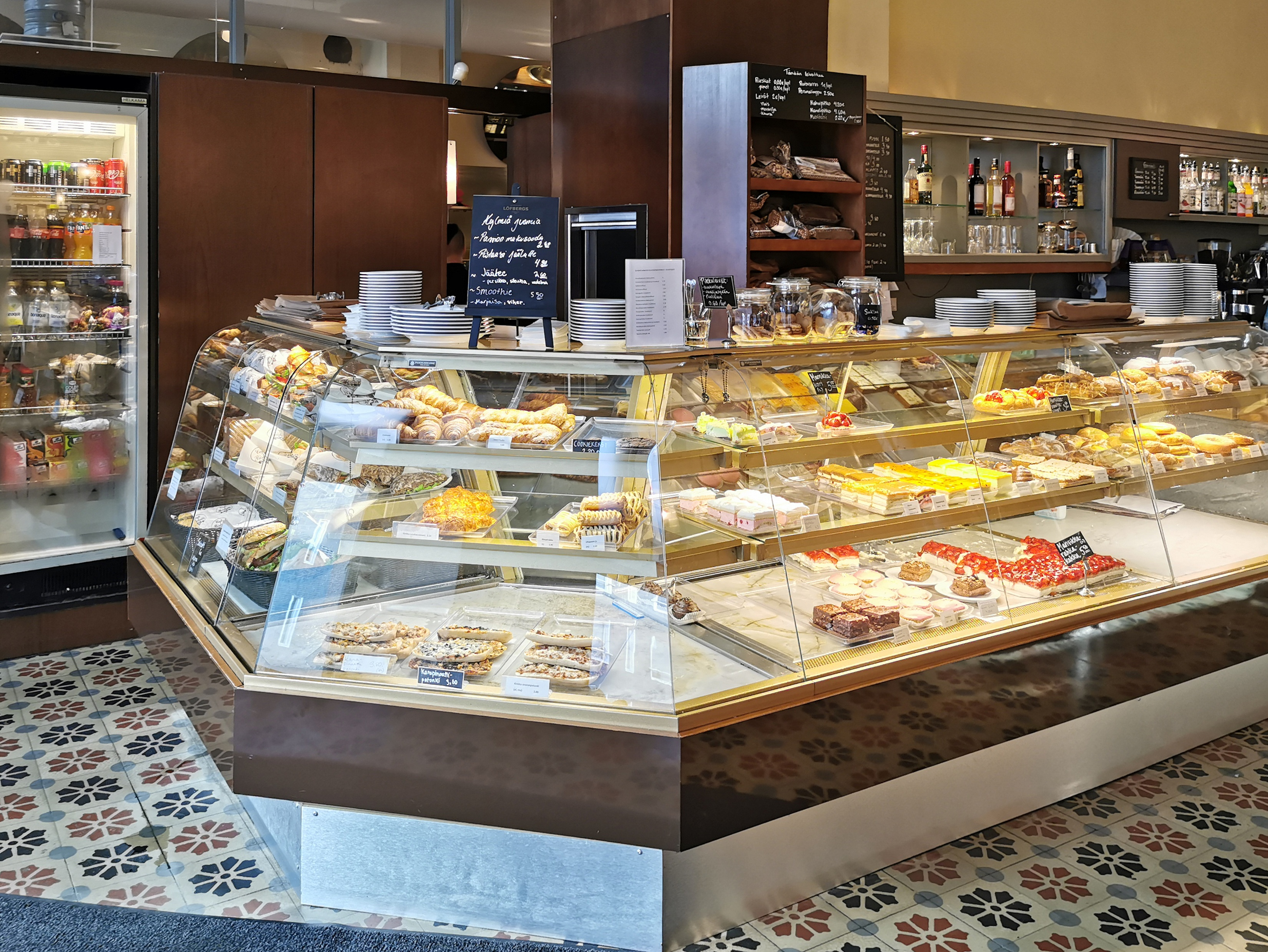